# Carter Proft
Carter Proft (* 30. August 1994 in Spruce Grove, Alberta) ist ein deutsch-kanadischer Eishockeyspieler, der seit Juli 2024 erneut bei den Löwen Frankfurt aus der Deutschen Eishockey Liga (DEL) unter Vertrag steht und dort auf der Position des Centers spielt. Zuvor war Proft bereits für die Adler Mannheim, Grizzlys Wolfsburg, Düsseldorfer EG sowie Kölner Haie in der DEL aktiv und bestritt annähernd 350 Partien in der DEL2.

## Karriere
Proft spielte im Jugendbereich für die Knights of Columbus Pats und die St. Albert Raiders, die beide in der Alberta AAA Midget Hockey League (AMHL) an den Start gehen. Nach drei Jahren in der Juniorenliga Western Hockey League (WHL) – er spielte zunächst für die Brandon Wheat Kings und dann für die Spokane Chiefs – unterschrieb er im Sommer 2014 bei den Kassel Huskies aus der DEL2 seinen ersten Vertrag als Berufsspieler. In der Saison 2015/16 gewann er mit den Huskies den Meistertitel in der DEL2.
Anschließend nahm er ein Vertragsangebot der Adler Mannheim aus der Deutschen Eishockey Liga (DEL) an, spielte mittels einer Förderlizenz aber auch weiterhin für Kassel. Im August 2017 wurde der Vertrag zwischen den Adlern und Proft aufgehoben. Am 12. September 2017 erhielt er bei den Grizzlys Wolfsburg einen Probevertrag über sechs Wochen und blieb letztlich bis kurz vor Weihnachten 2017, als er vom DEL2-Verein Ravensburg Towerstars verpflichtet wurde. Im August 2018 wurde Proft von den Löwen Frankfurt verpflichtet und kam in den folgenden drei Spieljahren auf 147 DEL2-Einsätze, in denen er 39 Tore sowie 63 Vorlagen erzielte. Im Juni 2021 wurde er von der Düsseldorfer EG verpflichtet. Zur Saison 2022/23 wechselte Proft innerhalb der Liga für zwei Jahre zu den Kölner Haien. Dort konnte er jedoch nicht an sein vorheriges Leistungsniveau heranreichen. Im Mai 2024 kehrte der Deutsch-Kanadier daher zu seinem Ex-Klub Löwen Frankfurt zurück.

## Erfolge und Auszeichnungen
- 2016 DEL2-Meister mit den Kassel Huskies

## Karrierestatistik
Stand: Ende der Saison 2024/25
(Legende zur Spielerstatistik: Sp oder GP = absolvierte Spiele; T oder G = erzielte Tore; V oder A = erzielte Assists; Pkt oder Pts = erzielte Scorerpunkte; SM oder PIM = erhaltene Strafminuten; +/− = Plus/Minus-Bilanz; PP = erzielte Überzahltore; SH = erzielte Unterzahltore; GW = erzielte Siegtore; 1 Play-downs/Relegation; Kursiv: Statistik nicht vollständig)

## Familie
Sein Vater Parie Proft war ebenfalls Eishockeyprofi und spielte in den 1980er- und 1990er-Jahren für die VEU Feldkirch in Österreich, den damaligen deutschen Erstligisten Starbulls Rosenheim sowie für den Duisburger SV, EHC Trier und die Crocodiles Hamburg in der zweiten deutschen Spielklasse.